# Simalchour Syampati
Simalchour Syampati (nep. सिमलचौर श्यामपाटी) – gaun wikas samiti w środkowej części Nepalu w strefie Bagmati w dystrykcie Kavrepalanchok. Według nepalskiego spisu powszechnego z 2001 roku liczył on 797 gospodarstw domowych i 4278 mieszkańców (2213 kobiet i 2065 mężczyzn).